# Коттеджный посёлок

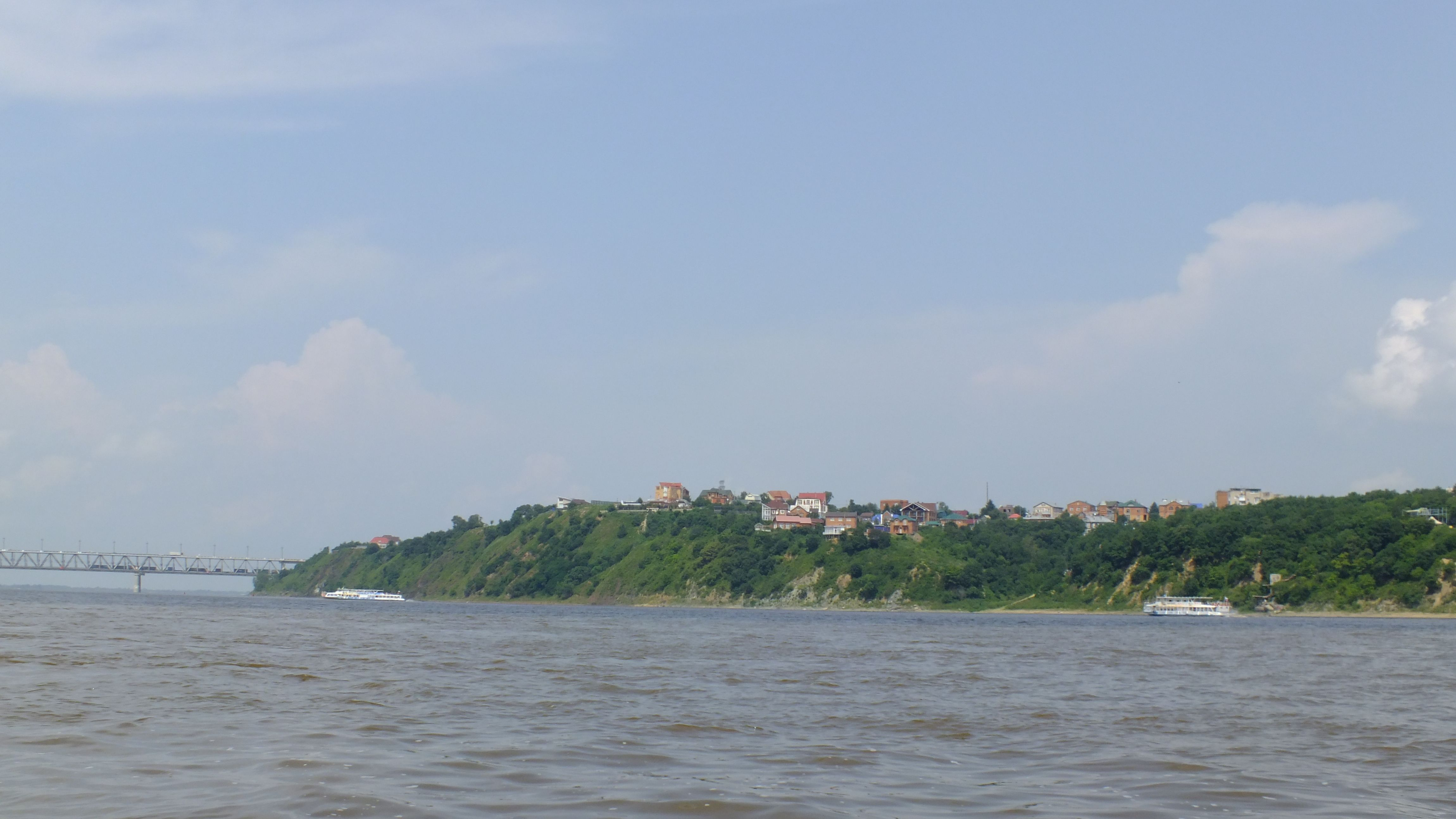
Хабаровск, коттеджный посёлок на берегу Амура.

Котте́джный посёлок  — пригородный или загородный сельский жилой комплекс, созданный в соответствии с Генеральным планом застройки и состоящий из домовладений (дом с принадлежащим ему участком, а также дом как чья-либо собственность). Чаще всего является частным.
Коттеджный посёлок не является самостоятельным населённым пунктом и может быть: 
- садовым или дачным товариществом без образования посёлка;
- иметь наименование «коттеджный посёлок», но фактически быть районом существующего населённого пункта.

На территории коттеджного посёлка могут быть расположены объекты инфраструктуры: магазины, детские центры, медицинские учреждения и другие здания, свойственные населенным пунктам. Коттеджные посёлки располагаются возле крупных городов и дорожных магистралей.
Характерными особенностями домов в коттеджном посёлке являются: индивидуальная планировка, наличие придомового участка, гаража, современная архитектура, наличие современных коммуникаций. Типы домов в коттеджных посёлках: одно- , двух- и трёхэтажные кирпичные дома, таунхаусы, лэйнхаусы, виллы.
Инфраструктура крупных коттеджных посёлков зачастую включает: пункт КПП, службу круглосуточной охраны, эксплуатационную службу, контролирующую исправность инженерных сооружений и коммуникаций. Территория посёлка обычно огорожена.
Часто встречается ситуация, когда застройщик называет «коттеджным посёлком» застроенную им улицу или квартал на территориях, предназначенных для индивидуального жилищного строительства. После завершения строительства территория становится обычным частным сектором. Так как у «коттеджного посёлка» нет законодательного определения, то застройщики используют данное наименование даже для 2 домов или 1 таунхауса, и фактически словосочетание «коттеджный посёлок» является не более чем рекламным, ни к чему не обязывающим наименованием.

## История
Возникновение в России коттеджных посёлков современного типа относят к 90-м годам XX века. Первоначально это были так называемые «закрытые» посёлки, построенные на средства крупных компаний. После 2000 года застройщики начали предлагать дома в коттеджных посёлках и для частных лиц. Одним из самых застраиваемых направлений в Подмосковье стали Рублёвское, а затем Новорижское и Дмитровское шоссе.

## Виды коттеджных посёлков
Выделяют три основных типа коттеджных посёлков. К ним относятся:
- эконом класс;
- бизнес-класс;
- элитный класс.